# Taobao
Taobao (em chinês:  淘宝网) é um site de compras online chinês, com sede em Hangzhou e propriedade da Alibaba. É classificado como o oitavo site mais visitado de acordo com o ranking Alexa Website. Taobao.com foi registrada em 21 de abril de 2003 pela Alibaba Cloud Computing (Beijing) Co., Ltd.
O site foi fundado pelo Alibaba Group em 2003. O Taobao Marketplace facilita o varejo de consumidor a consumidor (C2C), fornecendo uma plataforma para que pequenas empresas e empreendedores individuais abram lojas online que atendem principalmente a consumidores nas regiões de língua chinesa (China Continental, Hong Kong, Macau e Taiwan ) e no exterior, que é pago por contas de celular online. Suas lojas costumam oferecer um serviço de entrega expressa para sua clientela.
Com mais de 1 bilhão de listagens de produtos em 2016, o volume de transações combinadas do Taobao Marketplace e Tmall.com atingiu 3 trilhões de yuans em 2017, mais do que todos os sites de comércio eletrônico dos EUA combinados. The Economist chama de "o maior mercado online do país". Os vendedores podem colocar produtos à venda por um preço fixo ou leilão. Os leilões representam uma pequena porcentagem das transações. A maioria dos produtos são mercadorias novas vendidas a preços fixos. Os compradores podem avaliar a experiência do vendedor por meio das informações disponíveis no site, incluindo avaliações, comentários e reclamações.